# BE-3
O BE-3 (de Blue Engine 3) é um motor de foguete de combustível líquido que utiliza  LH2/LOX e foi desenvolvido pela Blue Origin.
O desenvolvimento começou no início de 2010 e completou o teste de aceitação no início de 2015. O motor tem sido usado no foguete suborbital Blue Origin New Shepard para o qual, os voos de teste tiveram início em 2015.